# Oneux
Oneux település Franciaországban, Somme megyében. Lakosainak száma 445 fő (2022. január 1.). Oneux Yvrench, Yvrencheux, Coulonvillers, Gapennes, Maison-Roland, Saint-Riquier és Bussus-lès-Yaucourt községekkel határos.

## Népesség
A település népességének változása:
| Lakosok száma | 378  | 378  | 383  | 389  | 398  | 408  | 424  | 438  | 445  |
|               | 2013 | 2015 | 2016 | 2017 | 2018 | 2019 | 2020 | 2021 | 2022 |